# Тібідабо (фунікулер)
41°24′59″ пн. ш. 2°07′51″ сх. д. / 41.41639° пн. ш. 2.13083° сх. д.
Фунікулер Тібідабо (кат. Funicular del Tibidabo; ісп. Funicular del Tibidabo) — фунікулер у Барселоні, регіон Каталонія. Лінія сполучає Пласа-дель-Доктор Андреу, верхню кінцеву станцію Tramvia Blau, з вершиною Тібідабо, де є парк розваг та Храм Святого Серця.
Фунікулер є одним із трьох у Барселоні, інші — Вальвідрера та Монтжуїк. Після робіт з модернізації, яка тривала з 2019 по червень 2021 року, фунікулер відновив роботу з новими потягами під назвою «La Cuca de llum».
Голубий трамвай разом із громадськими автобусами забезпечує сполучення від станції метро Авінгуда-Тібідабо, кінцева зупинка 7-ї лінії Барселонського метро.
Як і Голубий трамвай, фунікулер не є частиною інтегрованої тарифної мережі Autoritat del Transport Metropolità (ATM), тому квитки необхідно купувати окремо в касах або в автоматах на кінцевих станціях перед поїздкою.

## Історія
Лінія була відкрита 29 жовтня 1901 року завдовжки 1130 м, її модернізували в 1922, 1958 і останній раз в 2021 році.

## Технічні параметри
Фунікулер має такі технічні параметри:
| Кількість станцій     | 2                       |
| Конфігурація          | Одноколійна з роз'їздом |
| Довжина               | 1130м                   |
| Перепад висот         | 275м                    |
| Максимальний градієнт | 25.7 %                  |
| Тяга                  | Електрифікація          |

## Рухомий склад

### 1901—1958
Протягом цього періоду транспортні засоби неодноразово переобладнувались з використанням дерев'яних вагонів. Перші вагони були побудовані майстернею «Estrada de Sarriá» і мали п'ять секцій, розділених між пільговим і загальним класами з максимальною місткістю 30 осіб.

### 1958—2019
Найпомітнішою зміною стала заміна дерев'яних корпусів на металеві. Вони, як правило, працювали як поєднанні потяги з двома вагонами, які могли перевезти 113 пасажирів, максимальна швидкість була 4,1 м/с, ширина колії 1000 мм.

### 2021— по теперішній час
Після капітального ремонту інфраструктури в період з 2019 по 2021 рік нові вагони почали працювати на повністю замінених коліях із шириною колії 1435 мм. Станом на 2021 рік працюють дві зчленовані машини місткістю 252 особи та масою порожнього вагона 30 тон.